# A Ruff Guide
Albums de Tricky
Blowback
(2001) Vulnerable
(2003)
A Ruff Guide est une compilation du rappeur / producteur de Bristol (Angleterre) Tricky. Elle contient des titres issus des albums sortis pendant la période Island Records. Elle est sortie en 2002.

## Titres
1. "Aftermath" (Version One)
2. "Poems" (Edit)
3. "For Real"
4. "Black Steel" (Radio Edit)
5. "Pumpkin" (Edit)
6. "Broken Homes"
7. "Wash My Soul"
8. "I Be The Prophet" (Avec batterie)
9. "Makes Me Wanna Die"
10. "Tricky Kid"
11. "Scrappy Love"
12. "Ponderosa" (Original 7" Edit)
13. "Christiansands"
14. "Hell Is Around The Corner"
15. "Singing The Blues"
16. "Bubbles"
17. "Overcome"